# Chondry
Chondry (lub chondrule) – okrągłe ziarna (struktury geologiczne) z oliwinów i piroksenów rozsiane w materii meteorytu. 
Chondry powstają wówczas, kiedy skała schłodzona w kosmosie nagle zostaje rozgrzana do stanu częściowego stopnienia, do około 1550 °C. Potem musi ulec bardzo szybkiemu schłodzeniu, a wtedy roztopione materiały twardnieją, przybierając formę kulistych skupień krystalicznych.